# Mezinárodní letiště Kuej-lin Liang-ťiang
Mezinárodní letiště Kuej-lin Liang-ťiang (čínsky v českém přepisu Kuej-lin Liang-ťiang kuo-ťi ťi-čchang, pchin-jinem Guìlín Liǎngjiāng Guójì Jīchǎng, znaky zjednodušené 桂林两江国际机场, tradiční 桂林兩江國際機場, IATA: KWL, ICAO: ZGKL) je mezinárodní letiště u Kuej-linu v autonomní oblasti Kuang-si v Čínské lidové republice. Leží ve vzdálenosti přibližně šestadvaceti kilometrů západně od centra Kuej-linu.
Letiště je uzlovým pro Air Guilin.